# フェニックスライト・リミテッド
フェニックスライト・リミテッド（深圳市朗恒照明技术股份有限公司 Fenixlight Limited）は、中華人民共和国広東省に本拠を置く、フラッシュライトの開発・生産・輸出販売を行う株式会社。"FENIX""Fenix"ブランドによる各種LEDライト・トーチ・ヘッドランプ類の製品群を展開し、世界的な販売網を持つ。
なお、本稿では企業としてのFENIXの他、同社製品についても述べる。

## 概要
2004年にLEDフラッシュライトの開発・販売を開始。

## 日本での展開
2004年に最初の製品L1Pが、マニア向け輸入販売ショップにより代理店として輸入販売開始される。この製品は単3乾電池わずか1本でパワーLEDを明るく点灯させることができる製品であるが、当時同等の特長・性能を持ったライトは、極少数生産されるマニア向けの高級カスタムライト等しかなく、非常に入手しやすい価格で登場した本製品はマニアの間で大きな話題を呼び、同社製品が認知されるきっかけとなった。

## 主要製品
主な製品は、いわゆる筒型のアルミ合金を主要構造とするLED懐中電灯である。
この他、ヘッドランプや樹脂製アングルライト、自転車用ライト、各種アクセサリなども発表している。同社の製品群は、型名先頭のアルファベットを取って、それぞれ特徴付けを行ってシリーズ分けされている。
筒型フラッシュライト
- Lシリーズ（生産終了）
- Pシリーズ（生産終了）
- TKシリーズ
- PDシリーズ
- LDシリーズ
- Eシリーズ
- RC/UCシリーズ
- MCシリーズ

ヘッドランプ
- HPシリーズ
- HLシリーズ

自転車向け
- BTシリーズ